# 교부들의 신앙
교부들의 신앙(영어: The Faith of Our Fathers)은 미국 볼티모어의 로마 가톨릭교회 사제이자 추기경으로 재직하였던 제임스 기본스에 의해 1876년 첫 출간된, 개신교를 중심으로 비가톨릭 기독교인에 대해 가톨릭 신앙을 변호하는 신학 호교론서이다.

## 도서 정보
- <The Faith of Our Fathers>
- <교부들의 신앙>